# Monolito (Arthur C. Clarke)

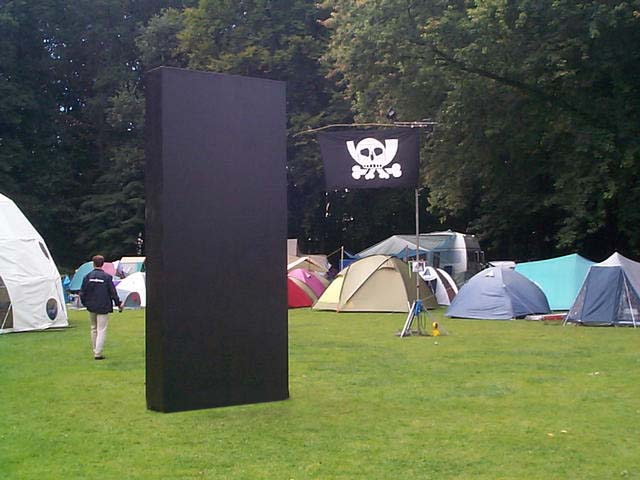
Replica do Monolito

O Monolito é uma estrutura ficcional extraterrestre, na saga Odisseia no Espaço, de Arthur C. Clarke, e elemento presente em todas as histórias da saga, é o mistério a ser investigado e depois temido.
No livro 2001: Odyssey, o primeiro monolito é encontrado enterrado na Lua. 
Na continuação, 2010: Odyssey Two, é descoberto outro monolito, maior mas com as mesmas proporções, em Júpiter. 
No livro 2061: Odyssey Three, outro monolito é encontrado, agora em Europa, lua de Júpiter.
Em 3001: The Final Odyssey, o mesmo monolito visto no livro anterior, mostra-se uma ameaça à humanidade.